# Eidfjord
Eidfjord – norweskie miasto i gmina leżąca w regionie Hordaland.
Eidfjord jest 51. norweską gminą pod względem powierzchni.

## Demografia
Według danych z roku 2005 gminę zamieszkuje 914 osób. Gęstość zaludnienia wynosi 0,61 os./km². Pod względem zaludnienia Eidfjord zajmuje 413. miejsce wśród norweskich gmin.
| ludność stan na 1 stycznia 2005 |         |           |       |
|                                 | kobiety | mężczyźni | razem |
| osób                            | 447     | 467       | 914   |
| %                               | 48,91%  | 51,09%    | 100%  |

| wykształcenie stan na 1 października 2004 |            |         |        |          |
|                                           | podstawowe | średnie | wyższe | nieznane |
| osób                                      | 171        | 455     | 116    | 11       |
| %                                         | 22,71%     | 60,42%  | 15,41% | 1,46%    |

## Edukacja
Według danych z 1 października 2004:
- liczba szkół podstawowych (norw. grunnskolar): 2
- liczba uczniów szkół podst.: 125

## Władze gminy
Według danych na rok 2011 administratorem gminy (norw. rådmann) jest Aud Opheim Lygre, natomiast burmistrzem (norw. ordfører, d. borgermester) jest Anved Johan Tveit.